# 陳子直
陳子直（？—？年），名恒，以字行，浙江台州府臨海縣人，軍籍。明朝政治人物。

## 生平
正德二年（1507年）丁卯科浙江乡试舉人，九年（1514年）甲戌科二甲第一百三名進士，授南京礼部主事，累遷陕西布政使司右参议、河南按察司副使，嘉靖十二年（1533年）二月升福建布政司左参政。